# Josef Zíma
Josef Zíma (11. května 1932 Praha – 6. března 2025 Praha) byl český zpěvák, herec a moderátor, manžel herečky Evy Klepáčové. Kromě pop music byl známý zejména jako zpěvák dechovky. Často býval označován jako nekorunovaný král české dechovky.

## Životopis
Po maturitě na gymnáziu v Praze-Michli studoval herectví na pražské Divadelní fakultě Akademie múzických umění (DAMU), kde absolvoval v roce 1953. Současně se také soukromě učil zpěvu. Od roku 1948 do roku 1951 byl členem Lidového souboru konzervatoře, od roku 1950 zpíval sólově s Orchestrem Jaroslava Ježka. Po ukončení studia získal své první herecké angažmá v Benešově u Prahy, kde působil v letech 1953 až 1955. Od roku 1955 do roku 1957 sloužil na vojně v Armádním uměleckém souboru. Po vojenské prezenční službě nastoupil do Divadla satiry (dnešní Divadlo ABC v paláci U Nováků). V roce 1958 nazpíval desku Blues pro tebe, na které mj. poprvé vyšla píseň Jiřího Suchého coby autora.
Od roku 1958 byl ženatý s herečkou Evou Klepáčovou, s níž byl až do jejího skonu. Měli jediné dítě, dceru Zuzanu, provdanou Bláhovou (narozena 4. června 1959), která se zejména v dětství věnovala dabingu.
V roce 1959 zavinil vážnou dopravní nehodu, když usnul za volantem cestou z vystoupení. Celá posádka utrpěla těžká zranění – zpěvačka Judita Čeřovská (přišla o ledvinu), Alena Pánková, on sám, a režisér Jiří Jungwirth, který později v nemocnici zemřel (jeho zranění však nebylo smrtelné, k úmrtí došlo kvůli pochybení při operaci). Zíma byl odsouzen ke tříletému podmíněnému trestu.
Od roku 1962 až do roku 1992, tedy plných 30 let, byl Zíma v angažmá v pražském Komorním divadle patřícím do skupiny Městských divadel pražských. Zde se uplatňoval nejen jako herec, ale i jako výborný zpěvák. Zahrál si v Divadle Na Fidlovačce v pražských Nuslích, v Hudebním divadle v Karlíně i v Komorním divadle v Plzni.
Současně s divadelní dráhou se odvíjela i jeho kariéra zpěváka popmusic. V počátcích televizního vysílání začal Josef Zíma na obrazovkách vystupovat se svými písničkami, a právě díky tomu se proslavil ve zbytku republiky jako hudební interpret. Mezi jeho nejznámější písničky patří Gina, Milenci v texaskách, Zelené pláně nebo Bílá vrána. Kromě ústřední písně z pohádkového filmu Martina Friče Princezna se zlatou hvězdou se prosadil také hitem Jiřího Suchého Blues pro Tebe. Později nazpíval celou řadu dalších známých písní, mimo jiné také se zpěvačkou Pavlínou Filipovskou, Janou Petrů a dalšími. Úspěšně vystupoval i v televizi zejména jako konferenciér. Během let 1962–1965 se umisťoval na třetím až osmém místě v anketě Zlatý slavík.
Koncem 60. let mu začal být prostor v populární hudbě malý. Využil proto nabídky vydavatelství Supraphon a začal se profilovat jako zpěvák české dechovky (žánr tzv. české lidovky). Během 80. let dál nahrával zejména dechovky, v 90. letech koncertoval a nahrával především s Orchestrem Jiřího Sládka a od nového století příležitostně vystupoval na různých festivalech. V roce 2005 vydal velké album 20 Nej s Josefem Zímou. Jeho píseň Gina byla použita v muzikálu Rebelové a jeho pokračování Rebelové: Nové generace. Za svůj život natočil asi 200 písní a získal i tři zlaté a jednu platinovou desku. Josef Zíma byl zpěvák s nepříliš znělým hlasem v tenorovém rozsahu, nicméně je to hlas velmi příjemný, kultivovaný, pěstěný a schopný vyjádřit mnoho různých nálad a emocí. V roce 2009 vystoupil na koncertě sedmdesátin Karla Gotta v O2 Aréně, kde zazpíval jak sólově, tak i s oslavencem.
V roce 2016 vystoupil na několika festivalech a na svém koncertě v divadle Karlín. V Českém rozhlase řadu let moderoval pořad o dechovce a taneční hudbě U muziky, dříve na stanici 2 Praha (Dvojka) i ČRo Sever, dnes jen na ČRo Region, Střední Čechy. Byl také jedním z kmotrů stanice Český rozhlas Pohoda . Na ní se pravidelně vysílají starší pořady které pro Český rozhlas natočil (Ta naše písnička, Trubte nám, trumpety a další). V roce 2018 vystoupil na festivalu v Semilech, kde zpíval pod širým nebem přes dvě hodiny. V roce 2019 vystoupil na vyhlášení hudebních cen Anděl.
V létě 2019 byl jedním ze 130 hostů na obří oslavě osmdesátin zpěváka Karla Gotta.
V lednu 2021 se nechal naočkovat před televizními kamerami na podporu očkování proti covidu-19.
V roce 2023 nazpíval se zpěvákem Jiřím Štědroněm píseň „Princové v důchodu“.
Zpěvák dožíval v domově pro seniory v pražských Stodůlkách. Zemřel ve věku 92 let ve čtvrtek 6. března 2025 po dlouhé nemoci. Nedlouho předtím (v listopadu 2024) mu musela být amputována noha, i potom ale ještě vystupoval.

## Ocenění
- 1962 – 8. místo v anketě Zlatý slavík (spol. pořadí zpěváků i zpěvaček)
- 1963 – 5. místo v anketě Zlatý slavík (dtto)
- 1964 – 3. místo v anketě Zlatý slavík (samostatná kategorie zpěváků)
- 1965 – 6. místo v anketě Zlatý slavík (dtto)
- 1974 – cena České lidové dechovky
- 1986 – jmenován zasloužilým umělcem
- 2008 – Cena Františka Filipovského za celoživotní mistrovství v dabingu
- 2014 – Cena Thálie za celoživotní mistrovství v kategorii opereta-muzikál
- 2019 – Medaile Za zásluhy I. stupně za zásluhy o stát v oblasti umění

## Dílo

### Diskografie (výběr)

#### Singly
- 1960 Neptej se na lásku, hudba: Alois Wolf, text: Stanislav Ostrezí, zpívá: Josef Zíma[14]
- 1965 Si, Si Signorina, hudba: Mojmír Balling, text: Stanislav Ostrezí, hraje: Karel Vlach se svým orchestrem, zpívají: Josef Zíma a Jaromír Mayer[15]

#### Gramofonová alba
- 1957: Píseň o mlze – Jiřina Petrovická / Pyšný tulipán – Josef Zíma – Supraphon 52429-M, SP, Jiří Malásek s rytmickou skupinou
- 1958: Blues pro tebe – Josef Zíma – foxtrot / Proč se ptáš – Karel Vlach se svým orchestrem – Supraphon 51655-M, SP, (podtitul, obidvě skladby: Karel Vlach se svým orchestrem)
- 1958: O to se nestarej – Věra Benešová a Josef Zíma – Supraphon – SP
- 1958:: Sedmkrát v týdnu – Milan Chladil / Papírová bruneta – Josef Zíma – Supraphon 013001, SP, Karel Vlach se svým orchestrem
- 1958:: Píseň o tvých vlasech – Josef Zíma / Zlá noc – Milan Chladil – Supraphon 51665-M, SP, Karel Vlach se svým orchestrem
- 1958:: Kdopak ví jak – Vlasta Průchová a Setleři / Dva modré balónky – Josef Zíma – Supraphon 51193-M, SP, Karel Krautgartner se svým orchestrem
- 1958:: Kdo to je – Josef Zíma / Naše láska – Milan Chladil – Supraphon 51669-M, SP, Karel Vlach se svým orchestrem
- 1958: Láska a sen – Josef Zíma / Buona Sera – Milan Chladil – Supraphon 51670-M, SP, Karel Vlach se svým orchestrem
- 1958: Ať dělám, co dělám – Josef Zíma / Bílý měsíc – Yvetta Simonová – Supraphon 013020, SP, Karel Vlach se svým orchestrem
- 1959: Balada o Paříži – Jaroslav Čmehil / Proveďte mě po Praze – Josef Zíma – Supraphon 013330, SP, Jiří Malásek se svou skupinou
- 1959: Za tebou – Richard Adam / Vzpomínáš si? – Josef Zíma - Supraphon 013314, SP
- 1959: Země, odkud přicházím – Josef Zíma / Co se stalo s naší ulicí – Rudolf Cortés – Supraphon 013006, SP, Karel Vlach se svým orchestrem
- 1959: Blues pro malého chlapce – Vlasta Průchová / Nedělní vláček – Josef Zíma – Supraphon 51246-M, SP, Karel Krautgartner se svým orchestrem
- 1959: Ptačí píseň – Jarmila Veselá, Gustav Brom se svým orchestrem / Zázračná písnička – Josef Zíma, Karel Vlach se svým orchestrem – Supraphon 013404, SP
- 1959: Blues pro malého chlapce – Vlasta Průchová • Noční město – Jiří Vašíček / Nedělní vláček – Josef Zíma • Písnička do kapsy – Vlasta Průchová a Milan Chladil – Supraphon 0100, EP, Karel Krautgartner se svým orchestrem, ze soutěže Hledáme písničku
- 1960: Bodlák samotář – Rudolf Cortés / Skříň pro dva – Josef Zíma – Supraphon 013366, SP, Kamil Lochman se svým orchestrem
- 1960: Když máš někoho rád – Josef Zíma, Dalibor Brázda se svým orchestrem / Zlatá duha (The End) – Milan Chladil, Karel Vlach se svým orchestrem – Supraphon 013516, SP
- 1960: Řekněte sám – Eva Martinová, Josef Zíma / Nejkrásnější cesta – Josef Zíma – Supraphon 013045, SP, Karel Vlach se svým orchestrem
- 1960: Stopy na sněhu – Milan Chladil / Zlaté mlčení – Josef Zíma – Supraphon 013046, SP, Karel Vlach se svým orchestrem
- 1960: Desatero lučních květů – Jarmila Veselá, housle – František Kočí, smyčcový orchestr řídí Zdeněk Marat / Dva prstýnky – Josef Zíma, smyčcový orchestr řídí Karel Macourek – Supraphon 013327, SP
- 1960: Tak už se nemrač – Milan Martin / Ranní vzkaz – Josef Zíma – Supraphon 013365, SP, Kamil Lochman se svým orchestrem
- 1960: Proč jsi říkal na shledanou – Jarmila Veselá / Neptej se na lásku – Josef Zíma – Supraphon 013056, SP, Karel Vlach se svým orchestrem
- 1960: Chudák listonoš – Jarmila Veselá, Gustav Brom se svým orchestrem / Sedmimílové boty – Josef Zíma, Karel Krautgartner se svým orchestrem – Supraphon 013412, SP
- 1960: Dáme si do bytu – Milan Chladil a Yvetta Simonová / Korálky z jeřabin – Josef Zíma – Supraphon 013043, SP, Karel Vlach se svým orchestrem
- 1960: Milan Chladil – Snění, to pro mě není / Judita Čeřovská – Slib, že sejdem se / druhá strana: Pavlína Filipovská – Nej, nej, nej / Josef Zíma – Kytička fialek – Supraphon – SP
- 1961: Párkařka – Eva Pilarová / Byl jednou jeden král – Josef Zíma – Supraphon 013253, SP, Ferdinand Havlík se svým orchestrem
- 1961: Už svítá – Josef Zíma, Gustav Brom se svým orchestrem / Děkujem ti, písničko – Milan Chladil a Yvetta Simonová, Jiří Malásek se svojí skupinou – Supraphon 013424, SP
- 1961: Proč asi? – Josef Zíma / Když se můj milý na mne zlobí – Milan Chladil a Yvetta Simonová – Supraphon 013067, SP
- 1962: Korále – Josef Zíma / Tam na modrém pobřeží – Jiří Popper – Supraphon 013090, SP, Karel Vlach se svým orchestrem
- 1962: Mexicanola – Sláva Kunst se svým orchestrem / Orinoko – Josef Zíma a Věra Benešová, Taneční orchestr řídí Josef Venclů – Supraphon 013224, SP
- 1962: Vrátíš se, vrátíš – Richard Adam, Velký smyčcový orchestr řídí Karel Macourek / Pražský den – Josef Zíma, Brněnský estrádní rozhlasový orchestr řídí Jiří Hudec – Supraphon 013279, SP
- 1962: Boogie pro Jarmilku – Josef Zíma, Karel Vlach se svým orchestrem • Černá ukolébavka – Vlasta Průchová, Taneční Orchestr Čs. rozhlasu řídí Karel Krautgartner / La Luna – Jarmila Veselá, Gustav Brom se svým orchestrem • Dálko daleká – Josef Zíma, Brněnský estrádní rozhlasový orchestr řídí Jiří Hudec – Supraphon 0185, EP
- 1962: Pepe – Yvetta Simonová, Karel Vlach se svým orchestrem • Mládí – Brigita Roseová, Pražský dixieland / Elvíra – Darek Vostřel, Jiří Šašek, Brněnský estrádní rozhlasový orchestr řídí Jiří Hudec • Nejsem samotář – Josef Zíma, Taneční orchestr Čs. rozhlasu řídí Karel Krautgartner – Supraphon 0188, EP
- 1963: Už květou pampelišky – Josef Zíma, Sbor Lubomíra Pánka • Klukovská – Hanuš Bor, Jan Prokeš, Sbor Lubomíra Pánka / Normálně – Pavlína Filipovská, Sbor Lubomíra Pánka • Tam u nás – Rudolf Cortés – Supraphon 0562, EP, Karel Vlach se svým orchestrem
- 1963: Nej, nej, nej – Josef Zíma, Pavlína Filipovská, Sbor Lubomíra Pánka • Kytička fialek – Josef Zíma / Snění, to pro mne není – Milan Chladil • Slib, že sejdem' se – Judita Čeřovská – Supraphon 0566, EP, Karel Vlach se svým orchestrem
- 1963: To vůbec nevadí – Eva Pilarová, Josef Zíma / Tenkrát a dnes – Jana Petrů, Josef Zíma – Supraphon 013942, SP, Smyčcový orchestr řídí Antonín Ulrich
- 1963: Vzpomínky jsou závaží – Ljuba Hermanová, Karel Vlach se svým orchestrem / Zlatovlasá Annabella – Josef Zíma a Sbor Lubomíra Pánka, Taneční orchestr Čs. rozhlasu řídí Josef Vobruba – Supraphon 013130, SP
- 1963: Žij si dál – Josef Zíma, Skupina Josefa Zímy (Karel Duba, Jiří Malásek, Zdeněk Procházka, František Živný, Karel Turnovský) / Říkal jsem jí denně – Josef Zíma, Sláva Kunst se svým orchestrem – Supraphon 013218, SP
- 1963: Jak se máš, Maruško? / Proč se neusmíváš? – Supraphon 013223, SP, Skupina Josefa Zímy (Karel Duba, Jiří Malásek, Zdeněk Procházka, František Živný, Karel Turnovský)
- 1964: Gina – Josef Zíma / Říká mi, Pavlíno – Pavlína Filipovská, Sbor Lubomíra Pánka – Supraphon 013602, SP, Karel Vlach se svým orchestrem
- 1964: Děti slunce (Children Of The Sun) – Jana Petrů a Josef Zíma / Červená řeka (Red River Valley) – Helena Vondráčková, Sbor Lubomíra Pánka – Supraphon 013224, SP, Taneční orchestr Čs. rozhlasu řídí Josef Vobruba
- 1964: Zelené pláně – Josef Zíma / Dvě sombrera – Josef Zíma – Supraphon 013161, SP, Taneční orchestr Čs. rozhlasu řídí Josef Vobruba
- 1964: Založil jsem plnovous – Jaromír Hnilička, Gustav Brom se svým orchestrem / Pepíku – Josef Zíma, Milan Dvořák se svou skupinou – Supraphon 013439, SP
- 1964: Bílá vrána (Sukiyaki) – Josef Zíma, Taneční orchestr Čs. rozhlasu řídí Josef Vobruba / Loďka z kůry – Josef Zíma a Pavlína Filipovská, Karel Vlach se svým orchestrem – Supraphon 013172, SP
- 1964: Osado, na shledanou – Jiří Vašíček, Karel Vlach se svým orchestrem / Náš táborák – Josef Zíma, Miroslav Kefurt se svou skupinou – Supraphon 013608, SP
- 1964: Má daleká cesto – Karel Gott a Vokální kvarteto Tomislava Vašíčka / Proč a nač – Jana Petrů a Josef Zíma – Supraphon 013608, ST, Sláva Kunst se svým orchestrem
- 1964: Bílá vrána (Sukiyaki) – Josef Zíma, Karel Duba se svou skupinou, Josef Dvořáček se smyčcovou skupinou / Něco se musí stát – Sestry Dostálovy, Eduard Parma se svým orchestrem – Supraphon ST 18018, ST
- 1964: Kdyby sis oči vyplakala – Karel Gott / Milenci v texaskách – Josef Zíma a Karel Štědrý – Supraphon 18019, SP
- 1964: Do vlasů (Blue Star) – Josef Zíma, sbor Lubomíra Pánka / Srdce tvé – Karel Gott, Eduard Parma se svým orchestrem – Supraphon 013169, SP, Taneční orchestr Čs. rozhlasu řídí Josef Vobruba
- 1964: Golden Hair Anabella (Zlatovlasá Anabella) – Yvetta Simonová, Jaromír Vomáčka • Too Small Tent (Mám malý stan) – Waldemar Matuška, Karel Štědrý / Young Lovers´Time (Nej, nej, nej) – Pavlína Filipovská, Josef Zíma • Like Butterfly (Motýl) – Jiří Jelínek, Jana Malknechtová – Supraphon SUK 33538, EP, (all song in czech language)
- 1964: Rolničky (Jingle Bells) – Malý dětský sbor / Zimní den – Josef Zíma – Supraphon 013612, SP, Karel Vlach se svým orchestrem
- 1965: Jen ty jediný – Jana Petrů, sbor Jiřího Linhy, Taneční orchestr Čs. rozhlasu řídí Josef Vobruba / Si, Si Signorina – Josef Zíma a Jaromír Mayer, Karel Vlach se svým orchestrem – Supraphon 013544, SP
- 1965: Ptačí nářečí (Oh, Lonesome Me) – Karel Gott, Taneční orchestr Čs. rozhlasu řídí Josef Vobruba / Chvíle – Josef Zíma, Karel Vlach se svým orchestrem – Supraphon 013545, SP
- 1965: Postavím si horu (I'm Gonna Build the Mountain) – Milan Chladil, sbor Lubomíra Pánka, Karel Vlach se svým orchestrem / Holka modrooká – Josef Zíma, Taneční orchestr Čs. rozhlasu řídí Kamil Hála – Supraphon 013623, SP
- 1965: Ada mia – Zbyšek Pantůček / O mamince – Josef Zíma – Supraphon 013632, SP
- 1965: Kdybys byl kovbojem – Pavlína Filipovská / Šikmý oči – Josef Zíma – Supraphon 013642, SP, sbor Lubomíra Pánka, Karel Vlach se svým orchestrem, Z písniček na zítra
- 1965: Prima den – Yvetta Simonová a Milan Chladil / Je to, páni, k zadumání – Josef Zíma, sbor Lubomíra Pánka – Supraphon 013644, SP, Karel Vlach se svým orchestrem
- 1965: Gladioly – Miloslav Bureš, Rytmická skupina Jaromíra Vomáčky / Čtyři slečny – Josef Zíma, Sbor Lubomíra Pánka, Karel Vlach se svým orchestrem – Supraphon 013648, SP,
- 1965: Co s načatým večerem – Yvetta Simonová / Hřebínek – Josef Zíma – Supraphon 013655, SP, sbor Lubomíra Pánka, Karel Vlach se svým orchestrem
- 1965: Za lesíčkem na stráni – Josef Zíma, Karel Duba se svou skupinou / Cecílie – Jiří Suchý, sbor Lubomíra Pánka, Karel Vlach se svým orchestrem – Supraphon 013840, SP
- 1965: Vory plují – Josef Zíma / Toulavý gaučo (Jeďte, koně mí) – Josef Zíma, Karel Duba se svou skupinou a Josef Dvořáček se smyčcovou skupinou – Supraphon 013851, SP, Karel Duba se svou skupinou
- 1965: Chci psát na kolenou – Josef Zíma, Karel Duba se svou skupinou / Dej mi víc své lásky – Olympic – Supraphon 013857, SP
- 1965: Bossa Nova – Sbor Lubomíra Pánka • Chmel je naše zlato – Sbor Lubomíra Pánka / Do gala – Sbor Lubomíra Pánka • Život je kolotoč – Josef Zíma, Karel Štědrý, Sbor Lubomíra Pánka – Supraphon 0245, EP, Taneční orchestr Čs. rozhlasu řídí Karel Krautgartner, z filmu Starci na chmelu
- 1966: Po starých zámeckých schodech – Waldemar Matuška, sbor Lubomíra Pánka, Taneční orchestr Čs. rozhlasu řídí Josef Vobruba / Ptám se tě, ptám – Josef Zíma, Taneční orchestr Čs. rozhlasu řídí Kamil Hála – Supraphon 013161, SP
- 1965: Ten příběh, který uvidíte – Josef Zíma a Karel Štědrý • Chmel je naše zlato – Sbor Lubomíra Pánka • Dialog – Vladimír Pucholt a Ivana Pavlová / Do gala – Sbor Lubomíra Pánka, Taneční orchestr Čs. rozhlasu řídí Karel Krautgartner • Milenci v texaskách – Josef Zíma, Karel Štědrý, Taneční orchestr Čs. rozhlasu řídí Josef Vobruba – Supraphon SP 20300, EP, z filmu Starci na chmelu
- 1966: Bílé Vánoce (White Christmas) – Jaroslav Humpolík – tenorsaxofon • O Vánocích – Yvetta Simonová / Tichá noc – Yvetta Simonová • Zimní den – Josef Zíma – Supraphon 0582, EP, Karel Vlach se svým orchestrem
- 1966: Pohádka o konvalinkách – Yvetta Simonová a Milan Chladil, Karel Vlach se svým orchestrem / Tichý kout – Josef Zíma, sbor Lubomíra Pánka, Taneční studio Praha řídí Zdeněk Marat – Supraphon 013672, SP,
- 1966: Ten sníh, co kreslil pan Lada – Josef Zíma, Kühnův smíšený sbor, Jaromír Vomáčka se svou skupinou / První vločka – Magda Hrnčířová, Rytmická skupina Karla Moravce – Supraphon 013475, SP,
- 1966: Fantastická bouda – Milan Drobný / Brigita – Josef Zíma a Jaromír Mayer – Supraphon 013587, SP, Taneční orchestr Čs. rozhlasu řídí Kamil Hála
- 1966: Never Mind – Yvonne Přenosilová, The Olympics / Si, Si, Si, Signorina – Josef Zíma, Anny van Gild – Supraphon SUN 43222, SP,
- 1966: Řasy tvých očí – Eva Pilarová, Jaromír Mayer / Zpovzdálí (Das War Meine Schönste Zeit) – Josef Zíma – Supraphon 013456, SP, sbor Lubomíra Pánka, Taneční orchestr Čs. rozhlasu řídí Josef Vobruba
- 1966: Rose? Marie? – Josef Zíma / Stříbrné jezero – Josef Zíma – Supraphon 013579, sbor Lubomíra Pánka, SP, Taneční orchestr Čs. rozhlasu řídí Josef Vobruba
- 1966: Femina, Feminae – Jiřina Bohdalová, Josef Zíma, Karel Hála, Sbor Lubomíra Pánka, Taneční orchestr Čs. rozhlasu řídí Karel Krautgartner / Marie – Sbor Lubomíra Pánka, Taneční orchestr Čs. rozhlasu řídí Kamil Hála – Supraphon 013599, SP, z filmu Dáma na kolejích
- 1966: Brýlatá princezna – Josef Zíma, Taneční orchestr Čs. rozhlasu řídí Josef Vobruba / Až se k tobě jednoho dne vrátím – Milan Chladil, Karel Vlach se svým orchestrem – Supraphon 013679, SP, sbor Lubomíra Pánka,
- 1966: Supi – Waldemar Matuška / Pramen – Josef Zíma, sbor Lubomíra Pánka – Supraphon 013574, SP, Taneční orchestr Čs. rozhlasu řídí Josef Vobruba
- 1966: Já a můj syn – Marta Kubišová / Mandlové oči – Jana Petrů, Josef Zíma, sbor Lubomíra Pánka – Supraphon 013469, SP, Karel Vlach se svým orchestrem
- 1966: Šup, bábi, do postele – Marie Kopecká / Boleslav – Josef Zíma – Supraphon 013657, SP, Karel Vlach se svým orchestrem
- 1966: Sweet Rosalie – Josef Zíma / Odpusť mi, lásko má (Amore scusami) – Josef Zíma, Josef Dvořáček se skupinou smyčcových nástrojů – Supraphon 013879, SP, sbor Lubomíra Pánka, Karel Duba se svou skupinou
- 1967: Verše ti psát – Josef Zíma, Karel Duba se svou skupinou / Za pomoci měsíce – Dana Hobzová, Taneční studio Praha řídí Zdeněk Marat – Supraphon 013 0114, SP
- 1967: Podkovička – Sestry Skovajsovy / Spadl lístek z javora – Josef Zíma, Zorka Kohoutová, Erika Bauerová – Supraphon 014 0107, SP, Lidový soubor dechových nástrojů Švitorka řídí Vladimír Adamský
- 1967: Na Vlachovce – Josef Zíma, Inkognito kvartet / Dědeček Vojta Král – Josef Zíma, Inkognito kvartet – Supraphon 014 0105, SP, Dechová hudba Supraphon řídí Jindřich Bauer
- 1968: Ten večer májový – Marie Pokšteflová a Josef Zíma / Ševcovská – Miroslav Šuba – Supraphon 0 44 0408, SP, Dechová hudba Supraphon řídí Jindřich Bauer
- 1968: Škoda lásky – Jindra Střítezská, Věra Příkazská, Marie Sikulová / Kde jsi, mé mládí – Josef Zíma – Supraphon 0 44 0588, SP, Dechová hudba Supraphon řídí Jindřich Bauer
- 1968: Poslední korunu mám – Josef Zíma / Před Vejtoňskou hospodou – Josef Zíma – Supraphon 0 44 0450, SP, Dechová hudba Česká muzika řídí Josef Charvát
- 1968: Napoleon – Jan Werich • Benvenuto Borghese – Jaroslava Adamová a Oldřich Dědek / La Botiglia – Jan Werich • Po láskyplný čas – Jaroslava Adamová a Josef Zíma – Supraphon 0 33 0440, EP, Písničky ze hry Husaři
- 1969: Anděl strachu – Josef Zíma / Ke tvým rtům – Josef Zíma – Supraphon 0 43 0801, SP, Sbor Pavla Kühna, Sláva Kunst se svým orchestrem, Produkce – R. Kraus
- 1969: Podzimní valčík (Léto se ku konci chýlí) – Josef Zíma / Už se hnuly ledy – Josef Zíma – Supraphon 0 43 0693, SP, Česká muzika řídí Josef Charvát, produkce R. Urbanec
- 1969: Trampské písně: Letí šíp – Josef Zíma a Inkognito Kvarteto • Tvá ústa malá – Petr Altman a Inkognito Kvarteto / Je na západ cesta dlouhá – Settleři • Až ztichnou bílé skály – Eva Olmerová a Settleři – Supraphon 0 33 0448, EP, Sláva Kunst se svým orchestrem
- 1970: Jana – Josef Zíma • Když muzika začne hrát – Josef Zíma / Marjánko, Marjánko, zůstaň – Josef Zíma • Nedočkavá – Josef Zíma – Supraphon 0 34 0474, EP, Malá dechová hudba Česká muzika řídí Josef Charvát, produkce R. Urbanec
- 1972: Děvče černooký – Josef Zíma • Když den se loučí – Josef Zíma / První láska – Josef Zíma a Standa Procházka • Kvítek lásky – Josef Zíma a Standa Procházka – Supraphon 0 34 0503, EP, Dechová hudba Supraphon řídí Jindřich Bauer, produkce R. Urbanec
- 1972: Staročeská muzika – Josef Zíma a Jaroslav Staněk a sbor Lubomíra Pánka • To plzeňské pivo – Josef Zíma a Jaroslav Staněk a sbor Lubomíra Pánka / Tam za řekou – Erika Bauerová a Zdeněk Matouš, Inkognito kvartet • Už polka jede – Erika Bauerová a Zdeněk Matouš, Inkognito kvartet – Supraphon 0 34 0498, EP, Dechová hudba Supraphon řídí Jindřich Bauer, produkce R. Urbanec
- 1982: Andulička – Josef Zíma / Chalupa s větrníkem – Eva Pilarová – Supraphon 1143 2670, SP
- 1983: Naše muzika – Josef Zíma / Letí včelička – Josef Zíma – Supraphon 1143 2799, SP, Pražská kapela Petra Finka
- 1983: Od toho máme volné soboty – Josef Zíma a Marie Hanzelková / Ach, ta láska májová – Josef Zíma a Marie Hanzelková – Supraphon 1143 2754, SP, Pražská kapela Petra Finka
- 1984: Pepíkovi – Josef Zíma / Říkala mi Pepíku – Josef Zíma – Supraphon 1143 2838, SP, Česká muzika řídí Josef Charvát, 20 let PSO
- 1985: Tak pojď s námi – Josef Zíma / Pro tvou krásu, Praho – Josef Zíma – Panton 8143 0247, SP, Vinohradská dechovka řídí Otakar Pihrt
- 1988: Knovízská – Josef Zíma / Kamarádi, dolů sfárejme – Ostravanka – Supraphon 11 0130-7411, SP, Knovíz u Slaného, 900 let, 1088–1988

#### CD alba
- 1988  Zpíva Josef Zíma – Supraphon 11 0142-1 311, LP
- 1992 Tak na těch tvejch šedesát – Multisonic – (podtitul: s orchestrem Jiřího Sládka)
- 1994 Pod starou lucernou – Multisonic – (podtitul: hraje Václav Hybš se svým orchestrem)
- 1996 Blues pro tebe – Multisonic – (Václav Hybš se svým orchestrem)
- 1996 Zvedněme se, dědkové – Multisonic – (podtitul: s orchestrem Jiřího Sládka)
- 1997 20× Josef Zíma – Kdyby ty muziky nebyly – Sony Music – (podtitul: a pět navíc)
- 1998 Šumařinka – Multisonic – (podtitul: Písničky Karla Vacka zpívá Josef Zíma s Orchestrem Karla Vacka ml.)
- 1998 Život je jen náhoda – Multisonic – (podtitul: s orchestrem Jiřího Sládka)
- 2005 20 nej – Josef Zíma – Multisonic – (podtitul: s orchestrem Jiřího Sládka)
- 2007 Pop galerie – Josef Zíma – Supraphon Music ve spolupráci s Českou televizí
- 2008 Zlaté hity z Vlachovky s Josefem Zímou – Levné knihy KMa
- 2011 Vzpomínáš si? – Radioservis, Edice Českého rozhlasu č. 28

#### Kompilace
- 1967 Po starých zámeckých schodech – písničky Karla Hašlera – Supraphon – 07. Muziky, muziky, musíte krásně hrát Pavlína Filipovská a Josef Zíma
- 1967 Hornické písničky – Ostravanka – Supraphon 024 0102, LP, 01. Cestička k Mayerovce – Ostravanka, Josef Zíma, Jana Petrů, 03. Hornický koník – Josef Zíma, 08. Havířova růže – Ostravanka, Josef Zíma, Jana Petrů
- 1976 Melniker Polka – Amiga, LP – strana A: 06.Vierspännig Mit Weissen Pferden (Čtyři páry bílých koní)
- 1995 Písničky z hospod staré Prahy I – Supraphon, 01. Na Marjánce, 03. Nalej mi, šenkýřko, nalej, 09. Letěli holubi – Josef Zíma a Svatava Černá, 14. Nechtěla mně panímáma, 16. U Zvonu je candrbál – Josef Zíma a Laďka Kozderková
- 1998 Staropražské vzpomínky – Staropražská muzika – 02. Až budou trumpety / 05. Břízy / 08. Muziky, muziky
- 2003 Staropražské písničky – Reader's Digest (4CD) – cd4 – 02. Pavlína Filipovská, Svatava Černá a Josef Zíma – Směs písní Karla Hašlera: Když muzika začne hrát, Hezká vzpomínka, Muziky, muziky
- 2004 HITPARÁDA 60. LET – Supraphon – 2CD – 02. Nej, nej, nej – Josef Zíma a Pavlína Filipovská

##### VHS
- Moje česká vlast – Veselka – Kubešovo hudební nakladatelství a Česká televize
- Veselka s Moravěnkou u Fleků 1995 – Kubešovo hudební nakladatelství a Česká televize
- Ta naše písnička česká – Kubešovo hudební nakladatelství a Česká televize
- Jihočeskou krajinou s Veselkou a jejími hosty – Kubešovo hudební nakladatelství a Česká televize
- Kubešova Soběslav – Kubešovo hudební nakladatelství a Česká televize

### Filmy
- Snadný život, student Michal, 1957, režie: Miloš Makovec
- Princezna se zlatou hvězdou, princ Radovan, 1959, režie: Martin Frič[16]
- Ženu ani květinou neuhodíš, dirigent Arnošt Moravec, 1966, režie: Zdeněk Podskalský
- Ta naše písnička česká, 1967, režie: Zdeněk Podskalský
- Hříšní lidé města pražského, 1969, režie: Jiří Sequens
- Pěnička a Paraplíčko, 1970, režie: Jiří Sequens
- Hon na lišku (5. epizoda seriálu 30 případů majora Zemana), 1975

### Rozhlasové role
- 1973 Molière: Lakomec, Československý rozhlas, překlad: E. A. Saudek, pro rozhlas upravil: Dalibor Chalupa, osoby a obsazení: Harpagon (Stanislav Neumann), Kleant, jeho syn (Vladimír Brabec), Eliška, jeho dcera (Jana Drbohlavová), Valér (Josef Zíma), Mariana, jeho sestra (Eva Klepáčová), Anselm, jejich otec (Felix le Breux), Frosina, dohazovačka (Stella Zázvorková), kmotr Jakub, kočí a kuchař Harpagona (Josef Beyvl), kmotr Šimon, zprostředkovatel (Miloš Zavřel), Čipera, Kleantův sluha (Jaroslav Kepka), Propilvoves (Oldřich Dědek), Treska (Jiří Koutný), policejní komisař (Eduard Dubský) a hlášení a odhlášení (Hana Brothánková), dramaturgie: Jaroslava Strejčková, hudba: Vladimír Truc, režie: Jiří Roll.[17]

### Dabing
- Sněhurka a sedm trpaslíků, trpaslík, 1937
- Tulák Archimedes, Tulák Archimedes, 1959
- Mrazík, Ivan, 1964
- Kniha džunglí, Kaa, 1967
- Paša, zpěv [původní dabing], 1968
- Oslí kůže, princ, 1970
- Veronika, 1972 Veronika
- Sudá a lichá, Mancino, 1978
- Hoši z Brazílie, Eduart Siebert, 1978

### Televize
- Kabaret u zvonečku
- Mates
- Měsíčník zajímavostí a dobré pohody
- Písničky na zítra
- Písničky pro všední den
- Vysílá studio A
- Sejdeme se na Vlachovce
- Bejvávalo
- Kdyby ty muziky nebyly
- Příště u Vás

### Písně

#### Nejznámější písně, výběr
- Blues pro Tebe
- Gina
- Bílá vrána
- Do vlasů
- Zelené pláně
- Zlatovlasá Anabella
- Žiju si dál
- Proč se neusmíváš
- Si, si, si, signorina
- Pyšný tulipán
- Jak se máš, Maruško

### Divadelní role, výběr
- 1954 Karel Čapek: Loupežník, titulní role, Městské divadlo Benešov, režie Jaroslav Tumlíř
- 1956 Pierre-Aristide Bréal: Husaři, Divadlo satiry
- 1957 V+W: Balada z hadrů, Nuzák, Divadlo ABC, režie Ján Roháč
- 1958 V+W: Těžká Barbora, Gustav Harmoniensis, Divadlo ABC, režie Jiří Nesvadba
- 1959 Vítězslav Nezval: Milenci z kiosku, Benjamin, Divadlo ABC, režie Miroslav Horníček
- 1961 Max Frisch: Horká půda, zpěvák, Divadlo ABC, režie Eva Sadková j. h.
- 1965 Burton Lane, Edgar Yip Harburg: Divotvorný hrnec, Woody Richtarik, Hudební divadlo Karlín, režie Václav Tomšovský
- 1967 Rudolf Friml: Tři mušketýři, D'Artagnan, Hudební divadlo Karlín, režie Rudolf Vedral
- 1968 Zdeněk Petr, Alois Jirásek, Jaroslav Dietl, Ivo Fischer: Filosofská historie, Vavřena, Divadlo Rokoko
- 1970 Karl Wittlinger: Tři dámy s pistolí, Pavel, Divadlo komedie, režie Ota Ornest
- 1972 Nikos Kazantzakis, Joseph Stein: Já, k čertu, žiju rád! (Řek Zorba), Niko, Divadlo ABC, režie František Miška
- 1973 Claude Magnier: Co je ti, Hermínko?, Pan Martin, Divadlo ABC, režie Karel Svoboda
- 1977 Katarzyna Gärtner, Ernest Bryll: Malované na skle aneb Jánošík, Dopověz, Divadlo ABC, režie Richard Mihula
- 1992 Karel Hašler: Podskalák, Saturnin Brambor, Hudební divadlo Karlín, režie Evžen Sokolovský
- 1995 Florimond Hervé: Mam'zelle Nitouche, Célestin-Floridor, varhaník, Hudební divadlo Karlín, režie Pavel Trávníček
- 2010 Jára Beneš: Na tý louce zelený Štětivec, hajný, Divadlo F. X. Šaldy Liberec